# The Keys of the Kingdom
The Keys of the Kingdom is een Amerikaanse dramafilm uit 1944 onder regie van John M. Stahl. Het scenario is gebaseerd op de gelijknamige roman uit 1941 van de Britse auteur A.J. Cronin.

## Verhaal
De jonge pastoor Francis Chisholm wordt naar China gezonden om er een missiepost op te richten. Zijn jeugdvriend Angus Mealey daarentegen mag in het Westen blijven preken. Tijdens zijn missiewerk ontmoet pastoor Chisholm veel weerstand van de Chinezen. Door zijn vastberadenheid verdient hij na verloop van tijd hun respect.

## Rolverdeling
| Acteur           | Personage                 |
| ---------------- | ------------------------- |
| Gregory Peck     | Pastoor Francis Chisholm  |
| Thomas Mitchell  | Willie Tulloch            |
| Vincent Price    | Angus Mealey              |
| Rose Stradner    | Zuster Maria Veronica     |
| Roddy McDowall   | Francis Chisholm als kind |
| Edmund Gwenn     | Pastoor MacNabb           |
| Cedric Hardwicke | Monseigneur Sleeth        |
| Peggy Ann Garner | Nora als kind             |
| Jane Ball        | Nora als volwassene       |
| James Gleason    | Dr. Wilbur Fiske          |
| Anne Revere      | Agnes Fiske               |
| Ruth Nelson      | Moeder van Francis        |
| Benson Fong      | Joseph                    |
| Leonard Strong   | Mijnheer Chia             |
| Philip Ahn       | Mijnheer Pao              |
| Arthur Shields   | Pastoor Fitzgerald        |
| Edith Barrett    | Tante Polly               |
| Sara Allgood     | Zuster Martha             |
| Richard Loo      | Luitenant Shon            |
| Ruth Ford        | Zuster Clotilde           |
| Kevin O'Shea     | Pastoor Craig             |
| H.T. Tsiang      | Hosannah Wong             |
| Si-Lan Chen      | Philomena Wang            |
| Eunice Soo-Hoo   | Anna                      |